# Георгиос Какулидис
Георгиос А. Какулидис (на гръцки: Γεώργιος Α. Κακουλίδης) е гръцки морски офицер, вицеадмирал, командващ флот, деец на Гръцката въоръжена пропаганда в Македония в началото на XX век, депутат и областен управител.

## Биография

### Произход
Георгиос Какулидис е роден в Атина през 1871 година. Родът му по бащина линия е понтийски от Керасунда (Гиресун). Дядото на Какулидис е член на Филики Етерия и секретар на Александрос Ипсилантис. В хода на Гръцката освободителна война 1821 — 1829 се установява в град Навплио. Бащата на Какулидис Аристотелис Какулидис е прокурор при крал Отон.

### В Русия
Георгиос Какулидис против волята на баща си започва военноморска кариера. В 1894 година с отличие завършва военноморското училище в Пирея и с държавна стипендия заминава на стаж в руския флот. Служи три години на руския броненосец „Адмирал Нахимов“, с който плава в руския Далечен изток, Китай и Япония. Какулидис се връща в Гърция малко преди Гръцко-турската война в 1897 година. След края на войната Какулидис отново е изпратен в Русия със съдействието на кралица Олга, този път в артилерийското училище в Кронщад, където учи две години. След завръщането си от Русия служи няколко години във флота.

### В Македония
При началото на гръцката военна акция в Македония Какулидис, заради доброто си познаване на руски език, е извикан в Солун от гръцкия консула Ламброс Коромилас, основен организатор на гръцките чети. В март 1904 година Какулидис подава оставка и заминава за Македония. Под псевдонима Михалис Драгас (Μιχάλης Δράγας) Какулидис три години е агент на капитан Акритас (офицера Константинос Мазаракис). Капитан Какулидис е с най-голямо войнско звание от всички офицери, участвали в гръцката въоръжена акция в Македония. Какулидис действа в района на Гумендже - Гевгели - Дойран. Заловен е, но гръцкият епитроп в Гевгели поп Леонтиос успява с подкупи да го измъкне от затвора в Гевгели през октомври 1905 година и Какулидис се укрива в гръцкото консулство в Солун. Заедно с Христос Цолакопулос (Рембелос) бягат в Атина на борда на италиански параход. Какулидис постига големи успехи за гръцката кауза в Гевгелийско.
Какулидис съпровожда журналиста Пеяре от парижкия вестник „Тан“ в обиколката му из Македония. По-късно вече като адмирал на линейния кораб „Килкис“ Какулидис се среща с Пеяре в родната му Смирна. Четата му е разбита при османска засада през октомври 1905 година. Какулидис е заловен, но успява да се освободи с подкуп и заминава за Атина. На негово място в Гевгелийско и Дойранско действат малки гъркомански чети. Заместен е от Христос Прандунас (капитан Капсалис), който обаче е убит в сражение през април 1906 година.

### Във флота
След Младотурската революция Какулидис продължава службата си във флота. При разкола в страната след избухването на Първата световна война Какулидис е на страната на премиера Елевтериос Венизелос - овладява броненосеца „Идра“, който е на рейд в Пирея, и го откарва в служба на адмирал Павлос Кундуриотис в Солун, който е част от революционния триумвират Венизелос-Кундуриотис-Данглис. След връщането на триумвирата в Атина Какулидис е назначен за командващ на флота. На 13 ноември 1918 г. Какулидис начело на гръцкия флот на борда на броненосеца „Аверов“, заедно с другите съглашенски флотове влиза в Цариград. „Аверов“ пуска котра срещу султанския дворец Долма Бахче.
Какулидис, на борда на „Килкис“, участва в овладяването на Смирна на 12 май 1919 г.
След реставрацията на монархията Какулидис напуска флота и от 1923 г. е депутат в парламента от македонския ном Кожани. През 1929 г. Какулидис е назначаен за управител на провинция Тракия.
Улицата до гарата в Гюмюрджина (Комотини) носи неговото име..